# Lorenzo Civallero
Lorenzo Civallero (Saluzzo, 8 agosto 1975) è un marciatore italiano.

## Biografia
Laureato in scienze forestali presso la Facoltà di Agraria a Torino, ha partecipato a due Universiadi nella marcia 20 km: nel 1999 a Palma di Maiorca si è aggiudicato l'argento, mentre nel 2001 a Pechino l'oro.
Da juniores ha partecipato ai mondiali di categoria a Lisbona piazzandosi quindicesimo.
Ha preso parte ai campionati europei di atletica under 23 del 1997, concludendo al settimo posto.
Ha partecipato a tre campionati mondiali nella gara dei 20 km di marcia: a Edmonton 2001 è giunto sedicesimo, a Parigi Saint-Denis 2003 undicesimo siglando il proprio primato personale con il tempo di 1h20'34" e ad Helsinki 2005 quattordicesimo in 1h22'52".